# Джузеппе Гатта
Джузеппе Гатта (італ. Giuseppe Gatta, нар. 24 листопада 1967, Анкона) — італійський футболіст, що грав на позиції воротаря.

## Клубна кар'єра
Народився 24 листопада 1967 року в місті Анкона. Вихованець футбольної школи клубу «Пескара». У сезоні 1986/87 став виступати за першу команду, яка того ж сезону виграла Серію Б і вийшла в еліту. Дебютував у Серії А 13 вересня 1987 року в матчі проти «Інтернаціонале» (2:0). У сезоні 1987/88 він провів 14 ігор, чергуючи місце в основі з Джузеппе Дзінетті, і допоміг команді зберегти місце в еліті. У другому сезоні Джузеппе зіграв 20 ігор, але клуб зайняв 16 місце і таки понизився у класі. Після цього воротар провів у клубі ще один сезон у другому дивізіоні, але не зумів повернути команду в еліту. Загалом за чотири сезони у рідному клубі взяв участь у 77 матчах чемпіонату, з них 34 у Серії А.
Своєю грою за цю команду привернув увагу представників тренерського штабу клубу «Лечче», до складу якого приєднався 1990 року. Відіграв за клуб з Лечче наступні шість сезонів своєї ігрової кар'єри, два з яких (1990/91 і 1993/94) — у Серії А, де зіграв 36 ігор.
1996 року уклав контракт з клубом «Монца», у складі якого в першому ж сезоні, зігравши лише 9 матчів, допоміг клубу вийти до Серії Б, де і провів наступні три роки своєї кар'єри гравця, але здебільшого був запасним воротарем, спочатку програючи конкуренцію молодому Крістіану Абб'яті, а потім і бельгійцю Жану-Франсуа Жилле.
У сезоні 2000/01 перебував у заявці «Спеції» з Серії С1, але так і не проовів жодної гри, а завершував ігрову кар'єру у аматорських клубах «Беллуско», «Роццато» та «Конкореццезе». Загалом за свою кар'єру провів 70 матчів в Серії А і 135 матчів в Серії Б.

## Виступи за збірну
Протягом 1987—1989 років залучався до складу молодіжної збірної Італії, з якою був чвертьфіналістом молодіжного чемпіонату Європи 1988 року. На молодіжному рівні зіграв у 13 офіційних матчах.